# たいせつなきみのために、ぼくにできるいちばんのこと
『たいせつなきみのために、ぼくにできるいちばんのこと』は、だんでらいおんより2011年10月28日に発売された美少女アドベンチャーゲームである。2014年2月5日には、mobage版『たいせつなきみのために』が配信開始された。

## 概要
（出典：）
『そらふね』『超限勇希ムゲンフィニティ』に続く、だんでらいおんの第3作。「変わった物を作る」というブランドの方針に沿って作られた前2作のセールスが伸びなかったため、本作はユーザーが取り付きやすい作品として企画された。
本作の長いタイトルは、シナリオ担当の玉沢円が過去に作ったゲーム同人誌のもので、「自分が勝負をかける時にはこのタイトルを使おう」と思っていたという。

## ストーリー
（出典：）
八坂鷹也は交通事故の長期入院により1年遅れで茜華（せいか）学園へ入学したが、一人だけ年上なため周囲から浮いてしまっていた。大切な存在だった双子の妹・すずを事故で喪い、今もそれを引きずる鷹也だったが、不思議な少女・アカネとの出会いをきっかけに、学園に伝わる「六つの不思議」の一つ・湖に沈む旧校舎の伝説に興味を持ち…。

## 登場人物
（出典：）

### 主人公
八坂 鷹也（やさか たかや）
本作の主人公。茜華学園1年。交通事故による長期入院のため、1年遅れで学園へ入学した。一人だけ年上のため、隼人以外のクラスメイトには何となく距離を置かれ、敬語で話されている。真面目でお人好しで、クラスメイトに勉強を教えたり、小鳩から生徒会の仕事を頼まれたりする。本を読むのは好きではないが文章を書くのが得意で、小学生時代に読書感想文コンクールで3年連続で表彰を受けた経歴があるが、いずれも双子の妹・すずに読み聞かせてもらって書いたもの。
1年前の交通事故ですずを喪い、自分も怪我を負って入院した。今は怪我はほぼ回復しているが、妹のことを精神的に大きく引きずっており、些細なきっかけでフラッシュバックを起こしてしまう。

### ヒロイン
八坂 すず（やさか -）
声 - 羽高なる
鷹也の双子の妹。天真爛漫で明るく、鷹也にベタベタに甘え、本好きで鷹也にもよく読み聞かせていた。2年前に鷹也・小鳩と共に茜華学園の聖ヨハネ祭を見学、入試にも合格して入学を楽しみにしていたが、入学直前に交通事故で亡くなってしまった。彼女の事故の記憶が、今も鷹也を苦しめている。
白川 小鳩（しらかわ こばと）
声 - 夏野こおり
学園2年で、鷹也・すずの幼なじみ。明るく元気な自称「健康優良児」。面倒見が良く世話好きで、すずを喪った鷹也のことをいつも気遣い、毎朝のように男子寮に忍び込んで起こしに来る。学園では生徒会長を務め、生徒会役員や生徒達に慕われている。
大波羅 千鶴（おおはら ちづ）
声 - このかなみ
学園3年。かつては成績優秀・スポーツ万能の優等生だったが、現在は口が悪く自虐的で、いつもつまらなそうにしている。コンクールで入賞するほどのピアノの腕を持ち、よく授業をサボってチャペルでピアノを弾いている。生徒達には「チャペルの魔女」と呼ばれ、距離を置かれている。
岩倉 郁奈多（いわくら かなた）
声 - 雪都さお梨
学園1年。鷹也のクラスメイト。外見や仕草が子どもっぽく、口下手でなかなか言葉が出てこない。本好きで授業中でもよく読んでおり、読書中は周りが見えなくなってしまう。よく学園の図書館に通い、大量の本を借りているが、本に埋まって寝てしまうこともある。

### サブキャラクター
アカネ
声 - 七ヶ瀬輪
神出鬼没な不思議な少女。一人称は「ぼく」で、少年のような芝居がかった口調で話す。大人っぽく見える時もあれば子どもっぽい時もあり、時に鋭い洞察力を見せる。
壬生 隼人（みぶ はやと）
声 - 永倉仁八
学園1年。鷹也の同級生で親友。チャラ男のお調子者だが、クラスで一人だけ年上の鷹也にも普通に話しかけて付き合っている。夜はよく鷹也の部屋へ泊まりに来る。
久我 トキ子（くが ときこ）
声 - 織田マリ
学園の古参教師。寄宿舎の舎監を勤め、厳格で生徒達に恐れられているが、生徒思いの一面もある。

## 作品舞台
茜華学園
全寮制の名門ミッション系学園で、都会から離れた山の中にある。敷地内に立派なチャペルがあり、様々な学校行事で使われている。物語開始時点（6月）で、学園の守護聖人である洗礼者ヨハネの誕生日を祝う「聖ヨハネ祭」（学園祭）を間近に控え、生徒会を中心に準備が進められている。
旧校舎
かつては授業に使われていたが、今は学園の外れにある湖に沈んでおり、鐘楼だけが湖面上に出ている。学園に伝わる「六つの不思議」の一つとして、「聖ヨハネ祭の期間中、綺麗な夕焼けの日、湖に沈んでいる旧校舎が姿を現す。その中に入ると、会いたいけれどもう二度と会えない人に出会える」と言われている。

## 制作スタッフ
（出典：）
- 企画 - 株式会社まるいち
- シナリオ - 玉沢円
- 原画 - 松乃かねる（すず、小鳩、郁奈多）、日鳥（千鶴、アカネ）
- 監督 - モリタケンジ（Paprika）

## 主題歌
テーマソング「たいせつなきみのために、ぼくにできるいちばんのこと」
作詞 - 玉沢円 / 作・編曲 - 内藤侑史&山田屋カズ（BAL） / 歌 - Duca
オープニングソング「夕焼けのマージナル」
作詞 - 玉沢円 / 作・編曲 - 森まもる / 歌 - Riryka
※別売のマキシシングルCD『たいせつなきみのために、ぼくにできるいちばんのこと』に、両曲のフルバージョン／ショートバージョン／インストゥルメンタルが収録されている。

## 関連商品

### CD
マキシシングル『たいせつなきみのために、ぼくにできるいちばんのこと』
2011年10月28日発売　発売元：だんでらいおん
メインテーマとオープニングテーマのフルバージョン／ショートバージョン／インストゥルメンタルを収録。
『題名の長い音楽会 〜「たいせつなきみのために、ぼくにできるいちばんのこと」オリジナルサウンドトラック〜』
2012年1月27日発売　発売元：だんでらいおん
メインテーマのフルバージョン／アカペラバージョンの他、BGM22曲を収録。